# Еміль Дюркгайм
Еміль Дюркгайм (фр. Émile Durkheim; МФА: [emil dyʁkɛm]; 15 квітня 1858, Епіналь, Франція — 15 листопада 1917, Париж, Франція) — французький соціолог і етнолог.
Вважається одним з засновників соціології як науки, що оперує власними емпіричними методами, які служать не тільки ілюстрацією до різноманітних гіпотез, а головним чином для їх доказу. В академічному курсі історії класичної соціології ім'я Еміля Дюркгайма стоїть поряд з такими засновниками наукової соціології як Макс Вебер, Фердинанд Тенніс та Георг Зіммель.

## Біографія
Еміль Дюркгайм народився на північному сході Франції, у небагатій родині рабина. В дитинстві майбутнього автора соціологічної теорії готували до релігійного поприща його предків, навчаючи давньоєврейській мові, Торі й Талмуду. Проте він досить рано відмовився продовжити родинну традицію. Біографи Дюркгайма підкреслюють, що значний вплив на це рішення зробила його шкільна вчителька-католичка. Деякий час він відчував схильність до католицизму, але католиком Дюркгайм не став, також не став він і атеїстом. З юних років і до кінця життя він залишався агностиком. Постійно підкреслюючи важливу соціальну й моральну роль релігії, він зробив предметом своєї віри науку взагалі й соціальну науку зокрема.
У 1879 році Дюркгайм з третьої спроби поступив до Вищої Нормальної школи (École Normale Supérieure) в Парижі, де одночасно з ним навчались відомий філософ Анрі Бергсон та видатний діяч соціалістичного руху Жан Жорес, з яким Дюркгайм підтримував дружні стосунки. Серед професорів Нормальної школи найбільший вплив на формування поглядів Еміля Дюркгайма зробили видатні вчені: історик Фюстель де Куланж і філософ Еміль Бутру. Серед студентів Дюркгайм користувався великою повагою й виділявся серйозністю, ранньою зрілістю думки та любов'ю до теоретичних дискусій, через що товариші прозвали його «метафізиком».
Закінчивши в 1882 році Нормальну школу, Дюркгайм декілька років викладав філософію в провінційних ліцеях. У 1885—1886 роках він побував в науковому відрядженні в Німеччині, де познайомився із станом дослідів і викладання філософії й соціальних наук. Особливо велике враження на нього справило знайомство з видатним психологом і філософом Вільгельмом Вундтом, засновником першої у світі лабораторії експериментальної психології.
У 1887 р. Дюркгайм був призначений викладачем «соціальної науки і педагогіки» на філологічному факультеті Бордоського університету. Там само в 1896 р. він очолив кафедру «соціальної науки» — фактично, першу кафедру соціології у Франції.
З 1898 до 1913 р. Дюркгайм керував видавництвом журналу «Соціологічний щорічник» (було видано 12 томів журналу). Працівники журналу, прихильники дюркгаймівських ідей, створили наукову школу, що отримала назву французької соціологічної школи. Діяльність цього наукового колективу посідала чільне місце у французькій соціології до кінця 1930-х років.
З 1902 року Дюркгайм викладав у Сорбонні, де очолював кафедру «науки про виховання», що згодом була перейменована в кафедру «науки виховання й соціології». Викладацька діяльність була дуже інтенсивною, й багато з його наукових робіт народилися з лекційних курсів. Дюркгайм був блискучим оратором, і його лекції користувались великим успіхом.
Професійна діяльність займала головне місце в житті Дюркгайма, але, не зважаючи на це, він брав активну участь в різних суспільних організаціях і рухах. Він був людиною демократичних та ліберальних переконань, прибічником соціальних реформ, що базувалися на наукових рекомендаціях. Разом з тим Дюркгайм був супротивником революційного соціалізму, вважаючи, що глибокі соціальні зміни відбуваються в результаті довгої соціальної та моральної еволюції. З цих позицій він намагався примирити ворогуючі класові сили, розглядаючи соціологію як наукову альтернативу лівому та правому радикалізму.
Практична мета його професійної та суспільної діяльності полягала в тому, щоб вивести французьке суспільство із тяжкої кризи, у якій воно перебувало в останній чверті XIX ст. після падіння прогнилого режиму Другої Імперії, поразки у війні з Пруссією та кривавого придушення Паризької Комуни. У зв'язку з цим він активно виступав проти прибічників відродження монархії та прихильників «сильної влади», проти реакційних клерикалів та націоналістів, відстоюючи необхідність національної згоди на республіканських, світських та раціоналістичних принципах, на основі яких у Франції сформувалась Третя республіка.
Перша Світова війна завдала тяжкого удару по Французькій соціологічній школі, поставивши під питання загальний оптимістичний настрій соціології Дюркгайма. Деякі відомі працівники школи загинули на фронтах війни. Загинув і син засновника школи — Андре, блискучий молодий лінгвіст і соціолог, у якому батько бачив послідовника своєї справи. Смерть сина прискорила смерть батька. Еміль Дюркгайм помер 15 листопада 1917 року у Фонтенбло під Парижем у віці 59 років, не встигнувши завершити багато із розпочатого.

## Теоретична спадщина
Дюркгайм ввів у науковий обіг теоретичне поняття «колективних уявлень» для позначення ідей, що виникають у масовому мислені та закріплюються в моралі, релігії та праві. Згідно з Дюркгаймом, діяльність колективу якісно відрізняється від діяльності індивіда. Він відстоював думку про первісність соціального, з якого в історичному розвитку виділяється індивідуальне. Він вважав, що поняття священного тотожне соціальному і ритуали, міфи, релігія, мораль, право виникають як відображення структури й цінностей суспільства. «Колективні уявлення», за Дюркгаймом, можуть як сприяти залученню людини до соціальних інститутів («нормальні колективні уявлення»), так і віддаляти її від них («патологічні колективні уявлення»). Такий погляд на залежність мислення людини від пануючих у суспільстві уявлень розвинув Леві-Брюль своєю теорією «дологічного мислення».

## Роботи
- Еміль Дюркгайм. Первісні форми релігійного життя: Тотемна система в Австралії. — Київ: Юніверс, 2002. — 423 с. —  [Архівовано 17 жовтня 2009 у Wayback Machine.]

## Цікаві факти
На честь цього чоловіка названо астероїд 10330 Дюркгайм.